# アブデュル・カーディル (戦艦)
| 「アブデュル・カーディル」の完成予想図。 | |
| 艦歴                                     | |
| 発注                                     | コンスタンティノープル造船所 |
| 起工                                     | 1892年 |
| 進水                                     | |
| 就役                                     | |
| 退役                                     | |
| その後                                   | 1911年に建造中止、1914年にドック上で解体処分。 |
| 除籍                                     | |
| 性能諸元（計画時）                       | |
| 排水量                                   | 常備：8,100トン |
| 全長                                     | 103.63m |
| 全幅                                     | 16m |
| 吃水                                     | 19.8m |
| 機関                                     | 型式不明石炭専焼缶-基 +形式不明レシプロ機関2基2軸推進 |
| 最大出力                                 | 3,560hp |
| 最大速力                                 | 18.0ノット |
| 航続距離                                 | -ノット/-海里（石炭：-トン） |
| 乗員                                     | -名 |
| 兵装                                     | クルップ 28cm（30口径）連装砲2基 クルップ 15cm（30口径）単装速射砲6基 クルップ 8.8cm（45口径）単装速射砲8基 オチキス 3.7cm（23口径）5連装ガトリング砲8基 45cm水中魚雷発射管単装6門 |
| 装甲（鉄製）                             | 舷側：229mm（最大厚） 甲板：64mm（最厚部） シタデル：102mm（壁面） 砲塔：152mm（最大厚） 司令塔：-mm                                                                               |

アブデュル・カーディル（トルコ語: Abdül Kadir）はオスマン帝国海軍が第一次世界大戦前に自国で建造した前弩級戦艦で同型艦はない。

## 概要
本艦はオスマン帝国海軍が自国の沿岸防衛のために国産仕様とした前弩級戦艦である。しかし、積極的に外国から技術導入したオスマン帝国が自国のコンスタンティノープル造船所で1892年から建造開始した。しかし、建造が途中で中止され、1904年に再開した時にキール（竜骨）を固定する架台がずれて船体が捻じ曲がって傾いていることが判明し、1911年に建造中止され、1914年に解体処分された。

## 艦形と武装
本艦の船体形状は平甲板型船体される設計であった。艦首水面下に衝角（ラム）を持つ艦首甲板上に28cm砲を収めた楕円筒型の連装式の砲塔が1基、その後部から上部構造物が設けられ、その上に両脇に船橋をもつ箱型の艦橋と二段の見張り所を持つミリタリー･マスト型の前部マストが立つ。船体中央部には2本煙突が立ち、その周囲は艦載艇置き場となっていた。舷側部には副砲の15cm速射砲がケースメイト（砲郭）配置で等間隔に片舷3基ずつ計6基が配置される設計であった。上部構造物の後方に一段の見張り所を持つ後部ミリタリー･マストが立ち、後部甲板上に後向きの28cm主砲塔が1基の配置であった。他に対水雷艇迎撃用に8.8cm速射砲を艦首と艦尾の舷側部にケースメイト配置で1基ずつと、防盾の付いた単装砲架で構造物の上の四隅に1基ずつの計8基を配置される設計であった。

## 参考図書
- 「Conway All The World's Fightingships 1860-1905」（Conway）
- 「世界史リブレット　小松香織著　オスマン帝国の近代と海軍」(山川出版社)2004年2月出版
- 「山川歴史モノグラフ　小松香織著　オスマン帝国の海運と海軍」(山川出版社)2002年11月出版